# Phillip Terry
Phillip Terry, född Frederick Henry Kormann 7 mars 1909 i San Francisco, Kalifornien, död 23 februari 1993 i Santa Barbara, Kalifornien, var en amerikansk skådespelare. Terry medverkade i fler än 80 filmer. Sina mest framstående roller gjorde han i de Oscar-belönade filmerna Förspillda dagar och Kärlek som aldrig dör.

## Filmografi, urval
- 1938 – I kväll kl 8
- 1939 – Mannen från andra sidan
- 1942 – Äro gifta män nödvändiga?
- 1946 – Förspillda dagar
- 1946 – Kärlek som aldrig dör
- 1947 – Born to Kill